# Kościół Świętej Trójcy w Suderwie
Kościół św. Trójcy w Suderwie – kościół w Suderwie (Litwa).
Ufundowany przez W. Wołczackiego, biskupa tomaseńskiego i który był miejscowym proboszczem. Projekt sporządził dominikanin Wawrzyniec Bortkiewicz (według niektórych źródeł, projektantem był Wawrzyniec Gucewicz, zmarły w 1798). Budowę rozpoczętą w 1803 ukończył w 1822 Hipolit Wołk-Łaniewski, spadkobierca Wołczackiego.
Budynek ma formę rotundy. Dach stanowi spłaszczona kopuła na niskim bębnie zwieńczona latarnią. Przednią połowę obwodu stanowi kolumnada składająca się z 6 okazałych kolumn. Pomiędzy kolumnami znajdują się nisze, w których stoją drewniane rzeźby, wykonane w latach 1817-1820 przez Ignacego Pulmana. Elewacja ozdobiona pilastrami, gzymsami i szerokim belkowaniem.
Wewnątrz kościoła znajdują się dwa obrazy z XVIII wieku, prospekt organowy w stylu klasycystycznym (początek XIX wieku).
Obok kościoła znajduje się dzwonnica, murowana z kamienia polnego, nakryta stromym dachem z sygnaturką.

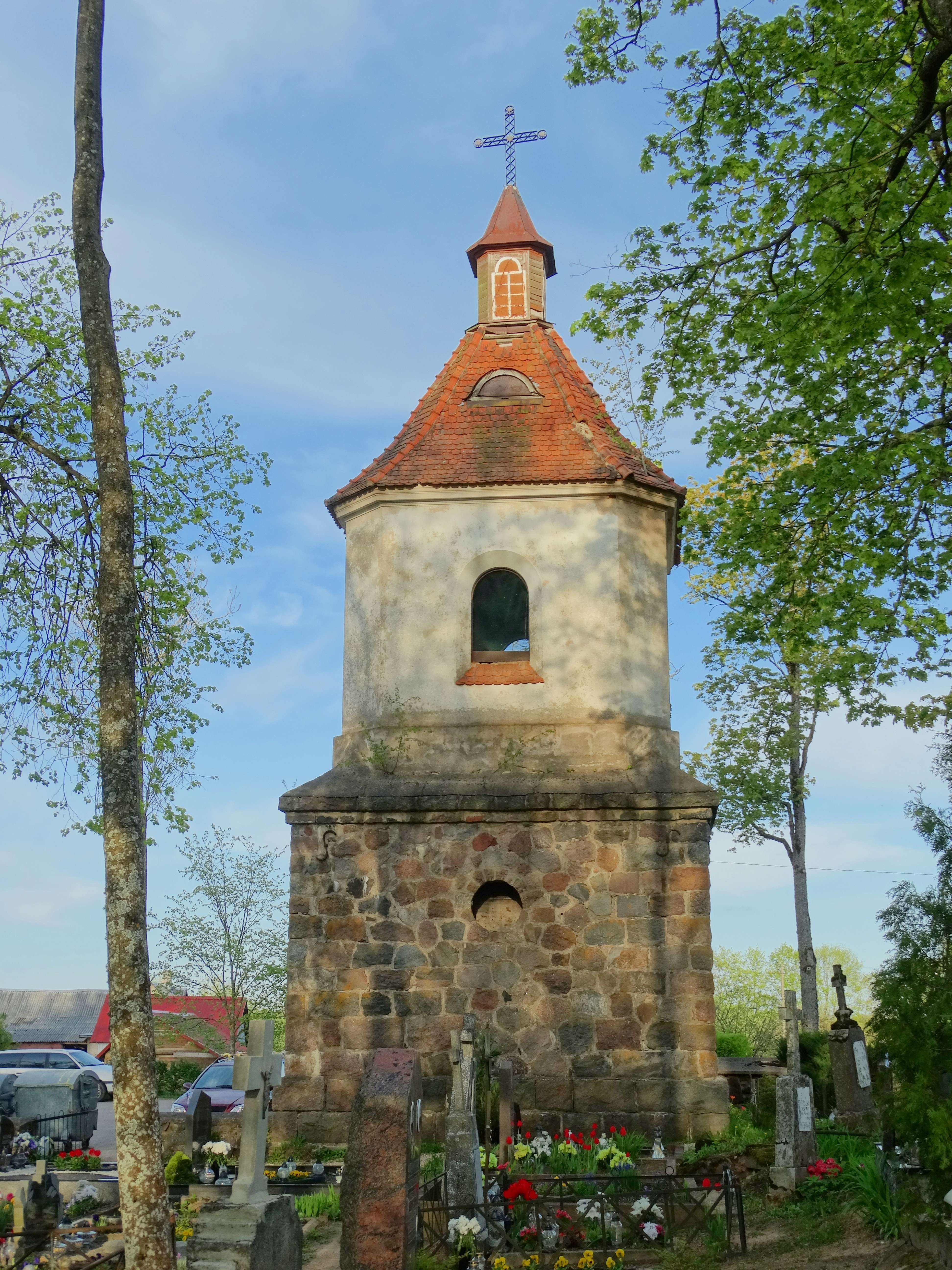
Dzwonnica